# Дю Белле, Гийом

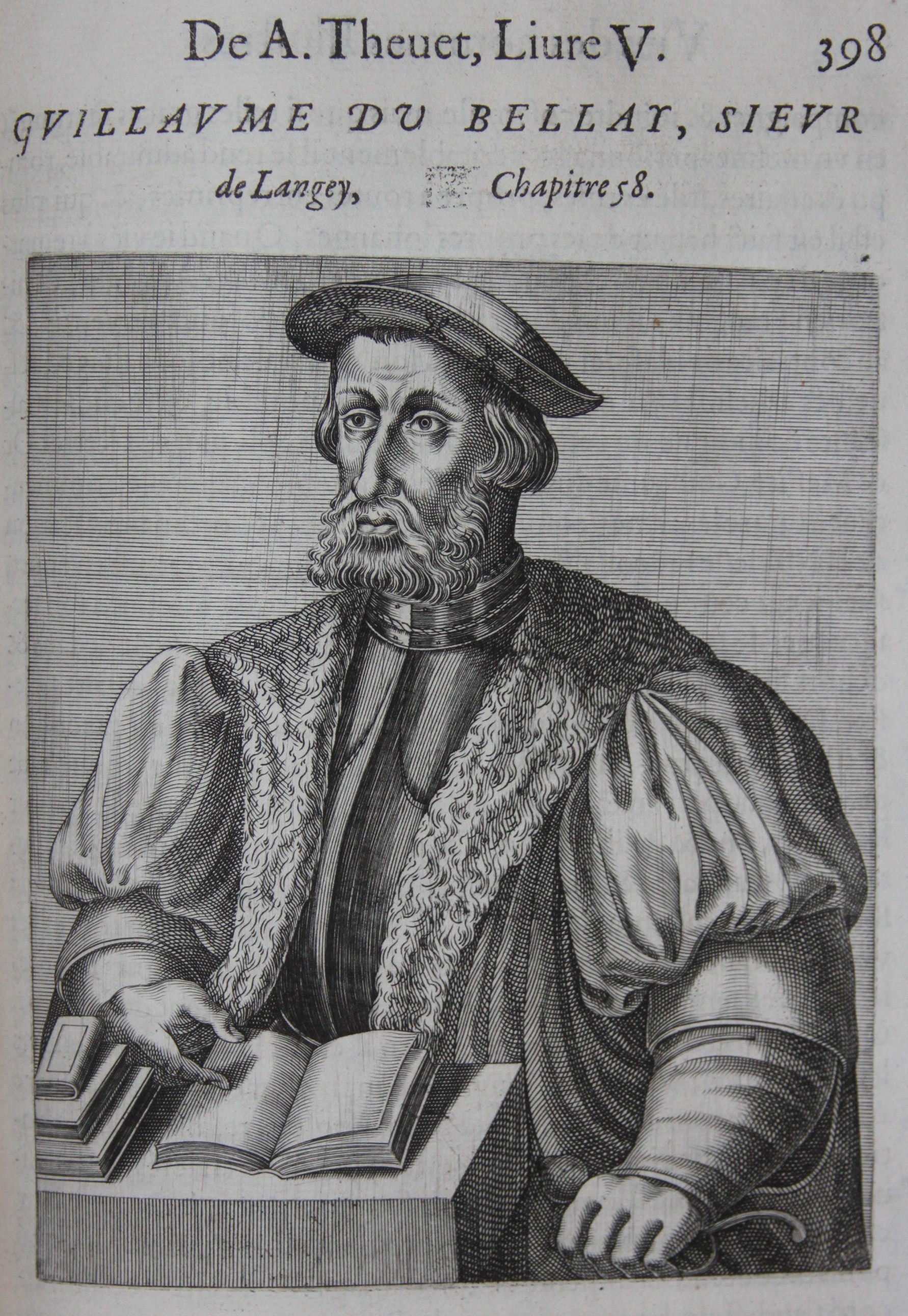
Гийом дю Белле (иллюстрация из «Les vrais pourtraits...» Андре Теве).

Гийом дю Белле, сеньор де Ланже (фр. Guillaume du Bellay, seigneur de Langey; 1491, Глатиньи — 9 января 1543, Сен-Симфорьен-де-Ле) — французский военный деятель и дипломат, служивший королю Франциску I.

## Семья
Гийом дю Белле принадлежал к старинному анжуйскому роду. Его братом был кардинал Жан дю Белле, французский дипломат, а позднее декан Священной коллегии кардиналов. Их племянник — Жоашен дю Белле, ведущий поэт Плеяды.

## Биография
Дю Белле появился при королевском дворе Франции около 1510 года. Его покровителем был Карл де Бурбон, герцог Вандомский. В 1515 году дю Белле принимал участие в итальянском походе Франциска I и сражался при Мариньяно. Следующие пять лет Гийом провёл в Италии.
С началом новой войны дю Белле воевал с имперцами на севере Франции, участвовал во взятии Эдена. В 1525 году он вновь оказался в Милане и попал в плен во время битвы при Павии, но вскоре был выкуплен.
В дальнейшем дю Белле исполнял множество дипломатических поручений Франциска I и Луизы Савойской (пока Франциск находился в плену у Карла V). Во время войны Коньякской лиги он был представителем короля Франции при дворе Климента VII. Когда войска коннетабля Бурбона и принца Оранского разграбили Рим и осадили папу в замке Святого Ангела, Ланже со свитой помогал оборонять цитадель от наёмников.
Перед началом войны 1536–1538 годов дю Белле отправился в Германию, чтобы сплотить лютеранских князей против императора, а после успешного завершения кампании 1537 года стал наместником Турина и позднее — вице-королём Пьемонта.
В 1542 году дю Белле выехал из Пьемонта в Париж, чтобы занять должность королевского советника, но из-за пошатнувшегося здоровья остановился в Сен-Симфорьене (между Лионом и Роаном), где и умер. Дю Белле вёл мемуары, которые вышли в печать после его смерти.

## Интересные факты
Личным врачом Гийома дю Белле в последние годы его жизни был Франсуа Рабле — знаменитый писатель, автор одного из самых известных произведений литературы Возрождения — романа «Гаргантюа и Пантагрюэль». В 1542–43 годах Рабле сопровождал дю Белле и присутствовал при его смерти. В четвёртой книге «Гаргантюа и Пантагрюэля» Рабле оставил поэтизированное описание кончины сеньора де Ланже:

— Мы недавно уверились в том воочию на примере кончины доблестного и просвещённого рыцаря Гийома дю Белле, — заговорил Эпистемон. — Пока он был жив, Франция благоденствовала, и все ей завидовали, все искали с ней союза, все её опасались. А после его кончины в течение многих лет все смотрели на неё с презрением... У меня до сих пор трепещет и бьётся сердце при мысли о столь памятных мне многоразличных и ужас наводящих чудесах, которые мы ясно видели дней за пять, за шесть до его ухода из жизни... Сеньоры д’Асье, Шеман, одноглазый Майи, Сент-И, Вильнев-Ла-Гюйар, мэтр Габриэль, савиянский врач, Рабле, Каюо, Масюо, Майоричи, Бюллу, Серкю, по прозвищу Бургомистр, Франсуа Пруст, Феррон, Шарль Жирар, Франсуа Бурре и многие другие приятели, домочадцы и слуги покойного в испуге молча переглядывались, не произносили ни слова и, в глубокое погружённые раздумье, мысленно себе представляли, что скоро Франция лишится безупречного рыцаря, столь прославившего её и так стойко её оборонявшего, и то же вещали небеса — вещали, как им свойственно и как им положено.